# Rio Vermelho (filme)
Red River (bra/prt: Rio Vermelho) é um filme estadunidense de 1948, do gênero western, dirigido por Howard Hawks e Arthur Rosson.
O filme conta a história da primeira condução de gado pela chamada Trilha de Chisholm, do sul do Texas até o Kansas, em 1865. No caminho, o dono do gado tentará resolver o conflito com seu jovem filho adotivo, que se rebela contra a tirania do pai. Roteiro de Borden Chase e Charles Schnee da história deste último, The Chisholm Trail.
Em outubro de 2021, a Versátil Home Vídeo iniciou a pré-venda no Brasil da edição limitada do filme em blu-ray na loja virtual VersátilHV, que será lançado em 31 de janeiro de 2022.

## Enredo
Thomas Dunson é um rude criador de gado do Texas, que teve em seu passado uma namorada morta em um ataque dos comanches. Depois dessa tragédia, Dunson e seu parceiro Groot adotaram um jovem órfão chamado Matthew Garth, também vítima dos índios. Juntos, e com apenas um par de cabeças de gado eles entraram no Texas atravessando o Rio Vermelho. Nesse local, Dunson declara que toda a terra que vê ali é sua. Mais tarde, dois mexicanos aparecem e alegam que a terra é de seu chefe. Dunson não quer saber disso, mata um dos homens e manda o outro voltar e contar ao tal chefe que ele era o novo dono. Ele chama sua propriedade de Red River D, marca de suas duas primeiras cabeças de gado.
Depois de quatorze anos e mais sete mortos que tentaram lhe tirar a terra, Dunson se torna um grande rancheiro (John Wayne, com uma maquiagem que o torna bem envelhecido). Com a ajuda de Matt e seu parceiro Groot, sua propriedade cresce, mas ele começa a ter prejuízos quando termina a Guerra Civil Americana. Com o preço do gado em baixa no Texas, Dunson decide levar uma grande manada até 1.600 kms ao norte, no Missouri, onde os preços são melhores em função de uma construção de ferrovia que precisa de alimentos para os trabalhadores. Ele contrata alguns homens extras e inicia a perigosa jornada. Durante o caminho, ele enfrentará estouro da boiada e ataque dos índios.
O tirânico líder Dunson começa a descontentar seus homens, especialmente Matt, que resolve tomar o controle da manada e levá-la junto com os demais homens para Abilene, Kansas, deixando seu pai adotivo para trás. Ele ainda salva uma mulher e outros viajantes de mais um ataque índio. A mulher é Tess Millay, por quem Matt se apaixona, mas, assim como fez Dunson com sua amada no passado, ele a deixa para trás para conseguir levar o gado antes que fique cercado pelas águas da chuva.
Apesar desses contratempos e da fúria de Dunson, Matt chega ao seu objetivo e consegue da Ferrovia um excelente preço pelo gado, sendo também o primeiro homem a cruzar a trilha Chisholm. Mas Dunson não está satisfeito e chega à cidade junto com outros homens com o intuito de matar Matt. No entanto, tudo se acaba por resolver e o afecto de ambos supera o desmando. Dunson trespassa a propriedade do rancho para Matt, que acabará por casar com Millay.

## Elenco
- John Wayne ..... Thomas Dunson
- Montgomery Clift ..... Matthew 'Matt' Garth
- Joanne Dru ..... Tess Millay
- Walter Brennan ..... 'Groot' Nadine
- Coleen Gray ..... Fen
- Harry Carey ..... Mr. Melville
- John Ireland ..... Cherry Valance
- Noah Beery Jr ..... Buster McGee
- Harry Carey Jr ..... Dan Latimer
- Chefe Yowlachie ..... Quo
- Paul Fix ..... Teeler Yacey
- Hank Worden ..... Simms Reeves
- Ray Hyke ..... Walt Jergens
- Wally Wales .....  Velho Leather
- Mickey Kuhn ..... Matt garoto
- Tom Tyler ..... Quitter (não-creditado)

## Recepção
No agregador de críticas Rotten Tomatoes, que categoriza as opiniões apenas como positivas ou negativas, o filme tem um índice de aprovação de 100% calculado com base em 29 comentários dos críticos.

## Premiação
- Indicado ao Oscar como melhor edição (Christian Nyby) e melhor roteiro.